# Up in Dreamland
Up in Dreamland è un album in inglese di Graziano Romani, pubblicato nell'ottobre 2003 e presentato ufficialmente al pubblico il 18 ottobre 2003.

## Tracce
Testi e musiche di Graziano Romani salvo dove diversamente indicato.
1. Let's Come Alive – 4:35
2. Face the World – 5:17
3. Every Road I Travel – 4:50
4. Frankie – 5:38 (Bruce Springsteen)
5. Another Day – 3:40
6. Jezebel – 4:27
7. Que Pasa Loco Baby? – 4:20
8. Shine Your Light – 4:38
9. Where Do We Go From Here – 2:41
10. Mother of Violence – 4:10 (Peter Gabriel)
11. The Bridges You Burn – 4:42
12. Don't Close Your Eyes – 5:38
13. Up in Dreamland – 5:38

## Musicisti

### Formazione
- Graziano Romani - voce; chitarra acustica; chitarra elettrica; cori; armonica a bocca; pianoforte
- Max Ori - basso elettrico; chitarra ritmica
- Pat Bonan - batteria; percussioni
- Francesco Germini - violino; viola; tastiere
- Max "Grizzly" Marmiroli - sassofono
- Fabrizio Tedeschini - chitarra elettrica

#### Guests
- David Scholl - cori nel brano Don't Close Your Eyes
- Marzia Lipparini - cori nel brano Don't Close Your Eyes
- Chris Gianfranceschi - organo in Don't Close Your Eyes; Glockenspiel in Que Pasa Loco Baby?